# Самсон (Алабама)
Самсон (енгл. Samson) град је у америчкој савезној држави Алабама. По попису становништва из 2010. у њему је живело 1.940 становника.

## Демографија
Према попису становништва из 2010. у граду је живело 1.940 становника, што је 131 (6,3%) становника мање него 2000. године.
| Група             | 2000.         | 2010.         |
| Белци             | 1.569 (75,8%) | 1.369 (70,6%) |
| Афроамериканци    | 423 (20,4%)   | 348 (17,9%)   |
| Азијати           | 0 (0,0%)      | 7 (0,4%)      |
| Хиспаноамериканци | 51 (2,5%)     | 161 (8,3%)    |
| Укупно            | 2.071         | 1.940         |